# Wenche Øyen
Wenche Øyen (* 28. Juli 1946 in Bærum) ist eine norwegische Malerin und Illustratorin.

## Ausbildung und künstlerisches Wirken
Wenche Øyen absolvierte von 1963 bis 1967 die Statens håndverks- og kunstindustriskole sowie von 1967 bis 1971 die Staatliche Kunstakademie.
Sie begann 1975 als Illustratorin für die Kinderzeitschrift Maurtua und hat seitdem zahlreiche Bücher illustriert. Darunter befinden sich das preisgekrönte Kinderbuch A Good Day aus dem Jahr 1979 mit Texten von Einar Økland sowie das 1986 entstandene Werk Abschied von Rune mit Texten von Marit Kaldhol. Sie widmet sich der Landschafts- und Porträtmalerei. Ihre Werke sind oft in einem vereinfachenden Stil gehalten. Dabei fertigt sie Ölgemälde und Aquarelle.

## Auszeichnungen
- 1979 Preis für Kinder- und Jugendliteratur des norwegischen Kulturministeriums in der Kategorie „Bilderbuch“ für Ein god dag, gemeinsam mit Einar Økland
- 1983 Nynorsk barnelitteraturpris (Neunorwegischer Kinderliteraturpreis) für Regnbogane, gemeinsam mit Olav H. Hauge
- 1988 Deutscher Jugendliteraturpreis für Abschied von Rune, gemeinsam mit Marit Kaldhol

## Werke
- Abschied von Rune, mit Marit Kaldhol, deutsch von Angelika Kutsch. Heinrich Ellermann, Hamburg, 1987, ISBN 978-3-7707-6272-9. Original: Farvel Rune. Norske Samlaget, Oslo, 1986
- Ein schöner Tag, mit Einar Økland, deutsch von Roswitha von der Borne. Urachhaus, Stuttgart, 1988, ISBN 3-87838-553-6